# Верх-Люкіно
Верх-Лю́кіно (рос. Верх-Люкино) — присілок в Балезінському районі Удмуртії, Росія.

## Населення
Населення — 349 осіб (2010; 402 в 2002).
Національний склад станом на 2002 рік:
- удмурти — 77 %